# Testvéri Szeretet, Szabadság és Sokféleség Pártja
A Testvéri Szeretet, Szabadság és Sokféleség Pártja (hollandul Partij voor Naastenliefde, Vrijheid & Diversiteit, PNVD) politikai párt Hollandiában. Bár csak 2006. május 31-én alapították, a párt a „holland pedofilok pártjaként” azonnal nagy nemzetközi ismertségre tett szert, mivel programjában szerepel, hogy 12 éves kortól legalizálni kell a szexet, a szerencsejátékot, a tartózkodási hely szabad megválasztását és a könnyű drogok fogyasztását.
Szintén legálissá akarják tenni a világon mindenütt tiltott gyermekpornográfiát, ugyanakkor szigorúan korlátoznák az állatkísérleteket és teljesen betiltanák a hús és hal fogyasztását, a sportvadászatot és a sporthorgászatot.
Három magánszemély alapította: Marthijn Uittenbogaard (elnök), Ad van den Berg (pénztáros) és Norbert de Jonge (titkár). A pénztárost 1987-ben elítélték egy 11 éves fiú molesztálásáért.
A párt létrehozása azonnal nemzetközi felháborodást váltott ki, Hollandia- és világszerte sokan követelik a párt betiltását. A hágai kerületi bíróság azonban visszautasította az erről szóló kérelmet. A kérelmezők meg kívánták akadályozni, hogy a párt indulhasson a 2006. november 22-én tartandó holland választásokon